# Горелово (муниципальный округ)

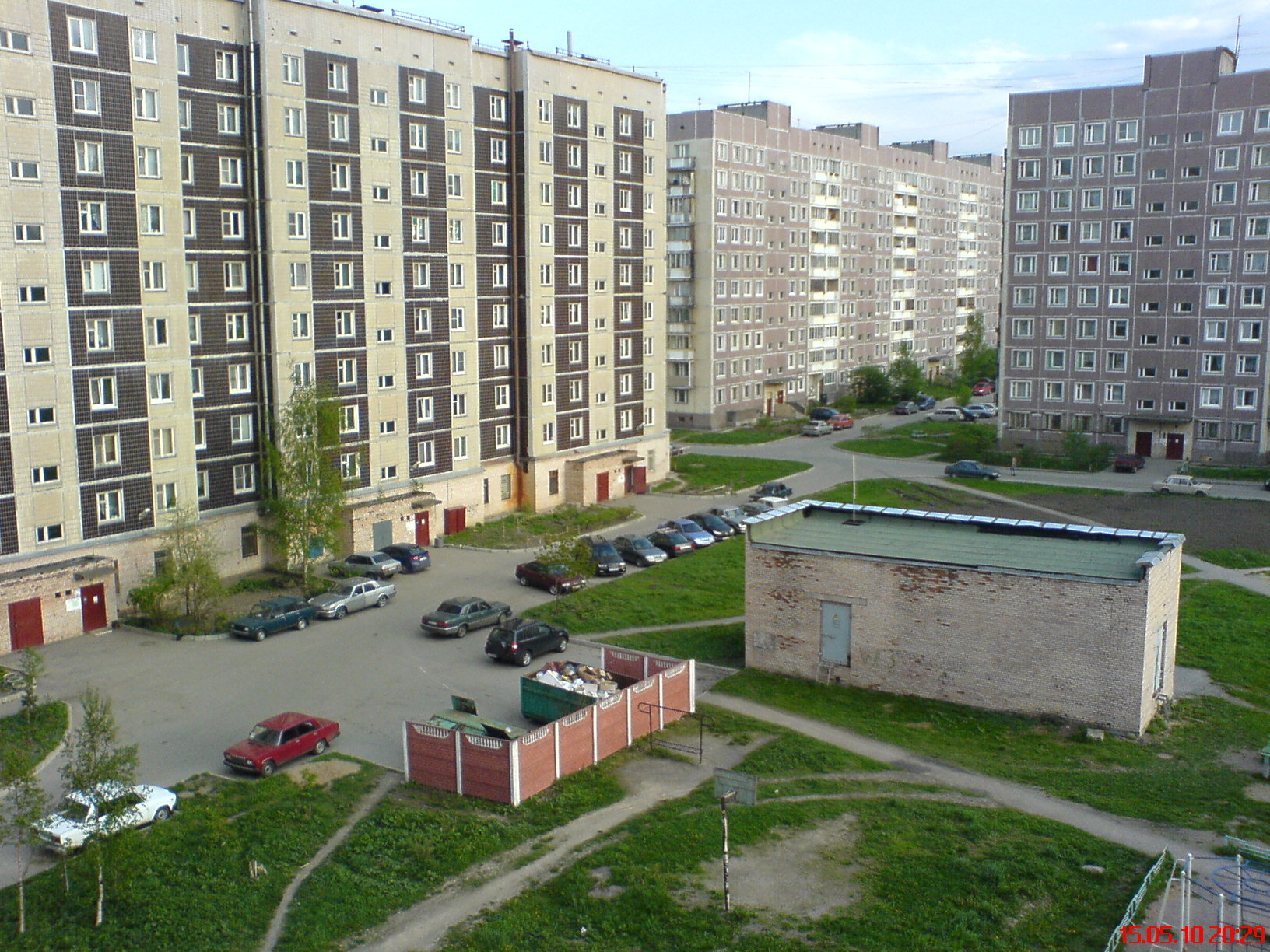
Застройка Горелово

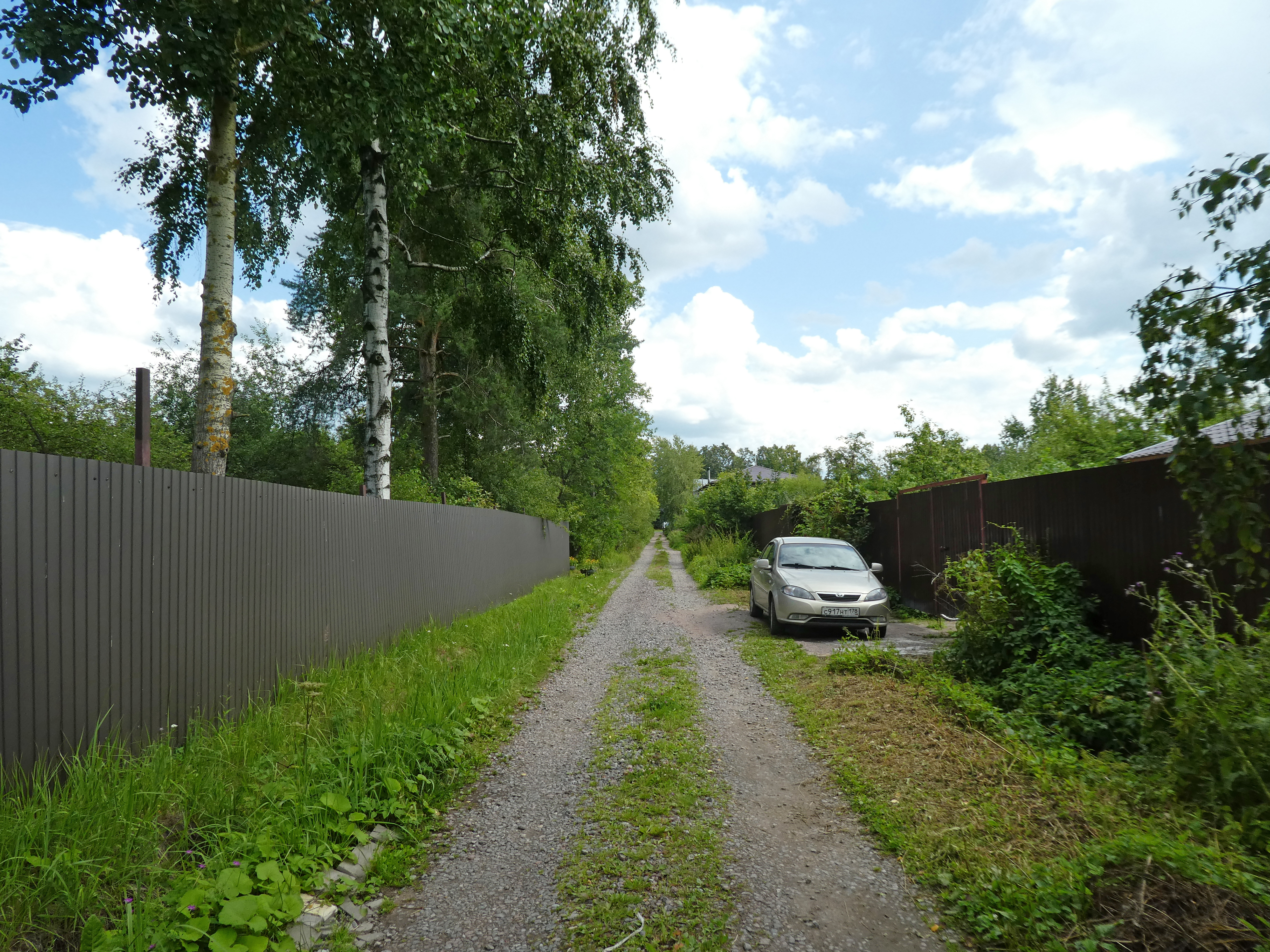
Частный сектор

Горе́лово — муниципальный округ, муниципальное образование в составе Красносельского района Санкт-Петербурга.
Расположен в юго-западной части города. Граничит:
- на севере по Петергофской линии железной дороги с муниципальными округами Ульянка и Урицк
- на востоке — с Московским районом и Ленинградской областью
- на юге — с городом Красное Село
- на западе — с Константиновским и Ленинградской областью

Округ состоит из двух частей, имеющих лишь одну общую точку. Северо-восточная часть — исторический район Старо-Паново, юго-западная — Горелово и Торики. В округе имеется как многоэтажная жилая застройка, так и частный сектор.
Главной транспортной магистралью округа является Красносельское шоссе, по которому проходит множество автобусных маршрутов. Вдоль шоссе расположены гипермаркеты «Лента», «ОКЕЙ», «Леруа Мерлен».
По территории округа проходит Гатчинская линия железной дороги, имеются станции Лигово и Горелово.

## Население
| 2002    | 2010    | 2012    | 2013    | 2014    | 2015    | 2016    |
| ------- | ------- | ------- | ------- | ------- | ------- | ------- |
| 16 640  | ↗22 503 | ↗23 285 | ↗23 745 | ↗24 072 | ↗24 549 | ↗26 408 |
| 2017    | 2018    | 2019    | 2020    | 2021    | 2023    | 2025    |
| ↗28 050 | ↗29 673 | ↗31 255 | ↗32 436 | ↘26 722 | ↗27 781 | ↗29 194 |

## Органы власти
Глава муниципального образования:
- 2009—2019 — Трофимов Владимир Степанович[15]
- с сент. 2019 — Иванов Дмитрий Аркадьевич[16]